# Репейник (деревня)
Репейник — деревня в Котельничском районе Кировской области в составе Биртяевского сельского поселения.

## География
Располагается на расстоянии примерно 4 км по прямой на северо-восток от райцентра города Котельнич на правом берегу реки Вятка.

## История
Известна с 1802 года как деревня Протасовская с 4 дворами. В 1873 году здесь отмечено дворов 5 и жителей 72, в 1905 (Протасовская или Репейник) 5 и 44, в 1926 (Репейник или Протасовская) 11 и 44, в 1950 7 и 27, в 1989 году оставалось 6 человек. Настоящее название утвердилось с 1939 года.

## Население
Постоянное население  составляло 2 человека (русские 100%) в 2002 году, 3 в 2010.